# Lamu (isola)
Lamu è un'isola dell'arcipelago omonimo del Kenya, si trova a circa 240 chilometri da Mombasa. La città vecchia di Lamu, fondata nel 12º secolo e maggiore centro abitato dell'isola, è uno degli insediamenti Swahili meglio conservati dell'Africa orientale. La città è costruita in pietra corallina e legno di mangrovia ed è caratterizzata dalle semplici strutture arricchite da elementi come cortili interni, verande e porte di legno riccamente intagliate.
| Controllo di autorità | VIAF (EN) 315528310 · LCCN (EN) sh97008059 · J9U (EN, HE) 987007549368805171 |